# Świecik kongijski
Świecik kongijski (Phenacogrammus interruptus) – gatunek słodkowodnej ryby kąsaczokształtnej z rodziny alestesowatych (Alestidae), opisywany czasem jako „świecik kongolański”. Bywa hodowana w akwariach.

## Zasięg występowania
Afryka: dorzecze Kongo.

## Charakterystyka
Korpus ryby zabarwiony jest na kolor oliwkowobrązowy. Boki z tęczowym połyskiem. Samiec dorasta do 8 cm, samica mniejsza, 6 cm.
Dymorfizm płciowy: samiec nieco większy od samicy, intensywniej ubarwiony i z dłuższymi płetwami.

## Warunki w akwarium
| Zalecane warunki w akwarium | Zalecane warunki w akwarium |
| --------------------------- | --------------------------- |
| Zbiornik                    | minimum 100 cm długości     |
| Temperatura wody            | 23–26 °C                    |
| Twardość wody               | do 19°n                     |
| Skala pH                    | 6–8                         |
| Pokarm                      |                             |
| Uwagi                       |                             |

## Wskazówki hodowlane
Świecik kongijski jest rybą ławicową. Polecany do akwarium wielogatunkowego z innymi żwawymi rybami. Stado ryb od 5 sztuk w zbiorniku, obsadzonym gęsto roślinami. 